# Prix Rosny aîné
Le prix Rosny aîné est un prix littéraire français, décerné depuis 1980 (première et unique édition préalable en 1953, lauréat Charles Henneberg), qui récompense des œuvres de science-fiction francophones. Deux catégories sont distinguées : « roman » et « nouvelle ». Il s'agit d'un prix des lecteurs, en deux tours. Tous les textes de science-fiction parus l'année précédant l'attribution sont éligibles lors du premier tour, qui aboutit à une présélection (généralement cinq titres par catégorie, parfois davantage s'il y a des ex æquo). Cette présélection est ensuite soumise au vote des participants à la convention nationale française de science-fiction, qui désigne en définitive les deux lauréats.
Depuis 2004 est également attribué le prix Cyrano qui récompense une personnalité de la SF.
Longtemps matérialisé par une sculpture de Martine Blond, le prix dans chaque catégorie (roman, nouvelle et Cyrano) consiste depuis 2004 en une statuette signée Caza. De 2018 à 2022 inclus, la statuette a cédé la place à une illustration - toujours signée de Caza - sous verre et encadrée. Retour des statuettes depuis 2023.
L'auteur le plus récompensé par le prix Rosny aîné est Roland C. Wagner, avec pas moins de sept prix au total, dont un posthume, suivi de Jean-Pierre Hubert, Jean-Claude Dunyach et Laurent Genefort, quatre fois primés, et, ex æquo avec trois prix, Raymond Milési, Joëlle Wintrebert, Ugo Bellagamba, Ayerdhal et Estelle Faye.
L'anthologie Les Navigateurs de l'impossible regroupe des nouvelles ayant reçu le prix Rosny aîné de 1980 à 2000.

## Lauréats de la catégorie «Roman»
- 1980 : Michel Jeury, pour Le Territoire humain ;
- 1981 : Michel Jeury, pour Les Yeux géants ;
- 1982 : Élisabeth Vonarburg, pour Le Silence de la cité ;
- 1983 : Emmanuel Jouanne, pour Damiers imaginaires ;
- 1984 : Jean-Pierre Hubert, pour Le Champ du rêveur ;
- 1985 : Emmanuel Jouanne, pour Ici-bas ;
- 1986 : Jean-Pierre Hubert, pour Ombromanies ;
- 1987 : Francis Berthelot, pour La Ville au fond de l'œil ;
- 1988 : Joëlle Wintrebert, pour Les Olympiades truquées et Roland C. Wagner, pour Le Serpent d'angoisse (ex-æquo) ;
- 1989 : Roland C. Wagner, pour Poupée aux yeux morts ;
- 1990 : Yves Frémion, pour L'Hétéradelphe de Gane ;
- 1991 : Pierre Stolze, pour Cent mille images ;
- 1992 : Jean-Claude Dunyach, pour Étoiles mortes (Aigue Marine/Nivôse) ;
- 1993 : Alain Le Bussy, pour Deltas ;
- 1994 : Richard Canal, pour Ombres blanches ;
- 1995 : Richard Canal, pour Aube noire ;
- 1996 : Maurice G. Dantec, pour Les Racines du mal ;
- 1997 : Serge Lehman, pour F.A.U.S.T. ;
- 1998 : Roland C. Wagner, pour L'Odyssée de l'espèce ;
- 1999 : Jean-Marc Ligny, pour Jihad ;
- 2000 : Michel Pagel, pour L'Équilibre des paradoxes ;
- 2001 : Johan Heliot, pour La Lune seule le sait ;
- 2002 : Laurent Genefort, pour Omale ;
- 2003 : Joëlle Wintrebert, pour Pollen ;
- 2004 : Roland C. Wagner, pour La Saison de la Sorcière ;
- 2005 : Xavier Mauméjean, pour La Vénus anatomique ;
- 2006 : Catherine Dufour, pour Le Goût de l'immortalité ;
- 2007 : Jean-Marc Ligny, pour Aqua™ ;
- 2008 : Élise Fontenaille, pour Unica ;
- 2009 : Xavier Mauméjean, pour Lilliputia ;
- 2010 : Ugo Bellagamba, pour Tancrède, une uchronie  ;
- 2011 : Laurent Whale, pour Les Pilleurs d'âmes ;
- 2012 : Roland C. Wagner, pour Rêves de gloire ;
- 2013 : Laurent Genefort, pour Points chauds ;
- 2014 : Ayerdhal, pour Rainbow Warriors et L. L. Kloetzer, pour Anamnèse de Lady Star (ex-æquo) ;
- 2015 : Ayerdhal, pour Bastards ;
- 2016 : Laurent Genefort, pour Lum'en ;
- 2017 : François Rouiller pour Métaquine ;
- 2018 : Sabrina Calvo pour Toxoplasma ;
- 2019 : Estelle Faye pour Les Nuages de Magellan ;
- 2020 : Christian Léourier pour Helstrid ;
- 2021 : Émilie Querbalec pour Quitter les monts d'automne (publié aux éditions Albin Michel) ;
- 2022 : Ketty Steward pour L'Évangile selon Myriam ;
- 2023 : Laurent Genefort pour Les Temps ultramodernes ;
- 2024 : Claire Garand pour Paideia[4].

## Lauréats de la catégorie «Nouvelle»
- 1980 : Joëlle Wintrebert, pour La Créode ;
- 1981 : Jacques Boireau, pour Chronique de la vallée et Serge Brussolo, pour Subway, éléments pour une mythologie du métro (ex-æquo) ;
- 1982 : Christine Renard, pour La Nuit des albiens ;
- 1983 : Roland C. Wagner, pour Faire-part ;
- 1984 : Lionel Évrard, pour Le Clavier incendié ;
- 1985 : Jean-Pierre Hubert, pour Pleine peau ;
- 1986 : Sylvie Lainé, pour Le Chemin de la rencontre ;
- 1987 : Gérard Klein, pour Mémoire morte ;
- 1988 : Jean-Pierre Hubert, pour Roulette mousse ;
- 1989 : Francis Valéry, pour Bumpie(TM) ;
- 1990 : Francis Valéry, pour Les voyageurs sans mémoire ;
- 1991 : Raymond Milési, pour Extra-muros ;
- 1992 : Jean-Claude Dunyach, pour L'Autre Côté de l'eau ;
- 1993 : Wildy Petoud, pour Accident d'amour ;
- 1994 : Raymond Milési, pour L'heure du monstre ;
- 1995 : Serge Lehman, pour Dans l'abîme ;
- 1996 : Serge Delsemme, pour Voyage organisé ;
- 1997 : Roland C. Wagner, pour H.P.L. (1890-1991) ;
- 1998 : Jean-Claude Dunyach, pour Déchiffrer la trame ;
- 1999 : Jean-Jacques Nguyen, pour L'Amour au temps du silicium ;
- 2000 : Sylvie Denis, pour Dedans, dehors ;
- 2001 : Claude Ecken, pour La Fin du Big Bang ;
- 2002 : Raymond Milési, pour Le Sommeil de la libellule ;
- 2003 : Jean-Jacques Girardot, pour Gris et amer 1 : Les Visiteurs de l'éclipse et Sylvie Lainé, pour Un signe de Setty (ex-æquo) ;
- 2004 : Claude Ecken, pour Éclats lumineux du disque d'accrétion ;
- 2005 : Ugo Bellagamba, pour Chimères ;
- 2006 : Sylvie Lainé, pour Les Yeux d'Elsa ;
- 2007 : Serge Lehman, pour Origami ;
- 2008 : Jean-Claude Dunyach, pour Repli sur soie ;
- 2009 : Jeanne-A Debats, pour La Vieille Anglaise et le continent ;
- 2010 : Jérôme Noirez, pour Terre de fraye ;
- 2011 : Timothée Rey, pour Suivre à travers le bleu cet éclair puis cette ombre ;
- 2012 : Ugo Bellagamba, pour Journal d'un poliorcète repenti ;
- 2013 : Ayerdhal, pour RCW et Thomas Geha, pour Les Tiges (ex-æquo) ;
- 2014 : Christian Léourier, pour Le Réveil des hommes blancs ;
- 2015 : Sylvie Lainé, pour L'Opéra de Shaya ;
- 2016 : Laurent Genefort, pour Ethfrag ;
- 2017 : Estelle Faye pour Les Anges tièdes ;
- 2018 : Loïc Henry pour Vert céladon ;
- 2019 : Stéphane Croenne pour Ne signe pas ça, Chloé ! ;
- 2020 : Audrey Pleynet pour Quelques gouttes de thé ;
- 2021 : Estelle Faye pour Conte de la pluie qui n’est pas venue ;
- 2022 : Bénédicte Coudière pour Mécanique en apesanteur ;
- 2023 : Audrey Pleynet pour Encore cinq ans ;
- 2024 : Nicolas De Torsiac pour Le Fils du fossoyeur[4].

## Lauréats du prix «Cyrano»
- 2004 : Robert Sheckley ;
- 2005 : Paul-Jean Hérault ;
- 2006 : Jean-Pierre Fontana ;
- 2007 : Elisabeth Vonarburg ;
- 2008 : Michel Jeury ;
- 2009 : André Ruellan ;
- 2010 : non attribué ;
- 2011 : Ayerdhal ;
- 2012 : Philippe Curval ;
- 2013 : Georges Pierru ;
- 2014 : Arthur Bruce Evans ;
- 2015 : Philippe Caza ;
- 2016 : Pierre Bordage ;
- 2017 : Joëlle Wintrebert ;
- 2018 : Raymond Milési ;
- 2019 : Danielle Martinigol ;
- 2020 : Jean-Daniel Brèque ;
- 2021 : Claude Ecken ;
- 2022 : Christian Grenier ;
- 2023 : Joseph Altairac (à titre posthume) ;
- 2024 : Pierre Gévart.